# Basketball-Europameisterschaft 2007/Qualifikation
Diese Seite beschreibt die Qualifikation zur Basketball-Europameisterschaft 2007 der Männer. An der Qualifikation um die 7 freien Plätze nahmen insgesamt 30 Nationalmannschaften teil. Im Rahmen der Qualifikation zur Basketball-Europameisterschaft 2007 wurde das 2005 einführte Qualifikationssystem fortgeführt. Die Teams spielten wieder in einer Division A und einer Division B. In die Division A spielten die stärkeren Teams um die Qualifikation zur EM.

## Modus
Insgesamt nahmen 16 Mannschaften an der EuroBasket 2007 teil, die sich auf unterschiedliche Weise für das Turnier qualifizierten:
- Griechenland war als Titelverteidiger automatisch gesetzt.

- Die acht europäischen Teilnehmer der Basketball-Weltmeisterschaft 2006 – Deutschland, Frankreich, Italien, Litauen, Serbien, Slowenien, Spanien und die Türkei – waren direkt für die EuroBasket 2007 qualifiziert.

- Die weiteren sieben Teilnehmer wurden im Rahmen der Division A ermittelt. Sechs Teilnehmer qualifizierten sich in der ersten Qualifikationsrunde der Division A. Als 16. und letztes Team konnte sich Israel in dem zusätzlichen Qualifikationsturnier der Division A die Teilnahme an der EM sichern.

- Parallel zu Division A wurde auch die Division B ausgespielt. Die beiden Erstplatzierten der Division B  ersetzen die beiden Absteiger aus der Division A (Schweden und Finnland) in der kommenden Austragung der Division A, die zur Ermittlung der Teilnehmer an der EM 2009 genutzt wird.

## Erste Qualifikationsrunde (Qualifying Round)
In der Ersten Qualifikationsrunde wurde in 4 Gruppen (A bis D) gespielt. Die vier Gruppenersten sowie die beiden besten Gruppenzweiten qualifizierten sich direkt für die EM-Endrunde in Spanien.

### Gruppe A
| Platz | Team      | Spiele | Siege | Niederl. | Punkte | Körbe   | Diff |
| ----- | --------- | ------ | ----- | -------- | ------ | ------- | ---- |
| 1     | Polen     | 6      | 4     | 2        | 10     | 457:447 | +10  |
| 2     | Schweden  | 6      | 3     | 3        | 9      | 453:438 | +15  |
| 3     | Ukraine   | 6      | 3     | 3        | 9      | 444:431 | +13  |
| 4     | Bulgarien | 6      | 2     | 4        | 8      | 440:478 | −38  |

### Gruppe B
| Platz | Team                    | Spiele | Siege | Niederl. | Punkte | Körbe   | Diff |
| ----- | ----------------------- | ------ | ----- | -------- | ------ | ------- | ---- |
| 1     | Portugal                | 6      | 4     | 2        | 10     | 462:447 | +15  |
| 3     | Nordmazedonien          | 6      | 3     | 3        | 9      | 486:493 | −07  |
| 2     | Bosnien und Herzegowina | 6      | 3     | 3        | 9      | 482:459 | +23  |
| 4     | Israel                  | 6      | 2     | 4        | 8      | 431:462 | −31  |

### Gruppe C
| Platz | Team       | Spiele | Siege | Niederl. | Punkte | Körbe   | Diff |
| ----- | ---------- | ------ | ----- | -------- | ------ | ------- | ---- |
| 1     | Russland   | 6      | 5     | 1        | 11     | 506:422 | +84  |
| 2     | Tschechien | 6      | 4     | 2        | 10     | 458:440 | +18  |
| 3     | Ungarn     | 6      | 2     | 4        | 8      | 420:439 | −19  |
| 4     | Belgien    | 6      | 1     | 5        | 7      | 400:483 | −83  |

### Gruppe D
| Platz | Team     | Spiele | Siege | Niederl. | Punkte | Körbe   | Diff |
| ----- | -------- | ------ | ----- | -------- | ------ | ------- | ---- |
| 1     | Kroatien | 6      | 5     | 1        | 11     | 498:397 | +101 |
| 2     | Lettland | 6      | 4     | 2        | 10     | 454:423 | +031 |
| 3     | Estland  | 6      | 2     | 4        | 8      | 365:432 | −067 |
| 4     | Dänemark | 6      | 1     | 5        | 7      | 405:470 | −065 |

### Direkte Qualifikation
- Die 4 Gruppensieger:
  -  Polen;  Portugal;  Russland;  Kroatien
- Die 2 besten Gruppenzweiten:
  -  Tschechien;  Lettland

## Zweite Qualifikationsrunde (Additional Qualifying Round)
Die 10 übrigen Mannschaften (2 Gruppenzweite, alle Gruppendritten und -vierten) bestritten eine Zweite Qualifikationsrunde (Additional Qualifying Round). Diese wurde im August 2007 in 3 Gruppen (A, B, C) ausgespielt.

### Gruppe A
| Platz | Team                    | Spiele | Siege | Niederl. | Punkte | Körbe   | Diff |
| ----- | ----------------------- | ------ | ----- | -------- | ------ | ------- | ---- |
| 1     | Bosnien und Herzegowina | 4      | 2     | 2        | 6      | 297:283 | +14  |
| 2     | Bulgarien               | 4      | 2     | 2        | 6      | 287:292 | −05  |
| 3     | Ungarn                  | 4      | 2     | 2        | 6      | 290:299 | −09  |

### Gruppe B
| Platz | Team           | Spiele | Siege | Niederl. | Punkte | Körbe   | Diff |
| ----- | -------------- | ------ | ----- | -------- | ------ | ------- | ---- |
| 1     | Nordmazedonien | 4      | 3     | 1        | 7      | 316:253 | +63  |
| 2     | Estland        | 4      | 3     | 1        | 7      | 247:265 | −18  |
| 3     | Schweden       | 4      | 0     | 4        | 4      | 235:280 | −45  |

### Gruppe C
| Platz | Team     | Spiele | Siege | Niederl. | Punkte | Körbe   | Diff |
| ----- | -------- | ------ | ----- | -------- | ------ | ------- | ---- |
| 1     | Israel   | 6      | 5     | 1        | 11     | 485:421 | +64  |
| 2     | Belgien  | 6      | 5     | 1        | 11     | 442:400 | +42  |
| 3     | Ukraine  | 6      | 1     | 5        | 7      | 409:445 | −36  |
| 4     | Dänemark | 6      | 1     | 5        | 7      | 417:487 | −70  |

## Zusätzliches Qualifikationsturnier (Additional Qualifying Tournament)
Die drei Gruppenersten aus der Zweiten Qualifikationsrunde spielten ein zusätzliches Qualifikationsturnier vom 29. bis 31. August 2007. Das beste Team qualifizierte sich für die EuroBasket 2007.
| Platz | Team                    | Spiele | Siege | Niederl. | Punkte | Körbe   | Diff |
| ----- | ----------------------- | ------ | ----- | -------- | ------ | ------- | ---- |
| 1     | Israel                  | 2      | 2     | 0        | 4      | 159:147 | +12  |
| 2     | Nordmazedonien          | 2      | 1     | 1        | 3      | 160:155 | +05  |
| 3     | Bosnien und Herzegowina | 2      | 0     | 2        | 2      | 123:140 | −17  |

Zusätzlich qualifiziert für die EuroBasket 2007:
- Israel

### Abstiegsrunde (Relegation Tournament)
In der Abstiegsrunde spielen die drei Letztplatzierten der zusätzlichen Qualifikationsrunde um den Verbleib in der Division A. Nur der Sieger dieser Runde spielt auch in der Qualifikation zur Basketball-EM 2009 in der obersten Division. Dort konnte sich die ungarische Nationalmannschaft den Verbleib in der Division A sichern. Schweden und Dänemark spielen im Rahmen der Qualifikation zur EM 2009 nur in der Division B.

## Division B
In der Division B konnten das finnische und das britische Team den Aufstieg in die Division A erringen.